# USエアウェイズ

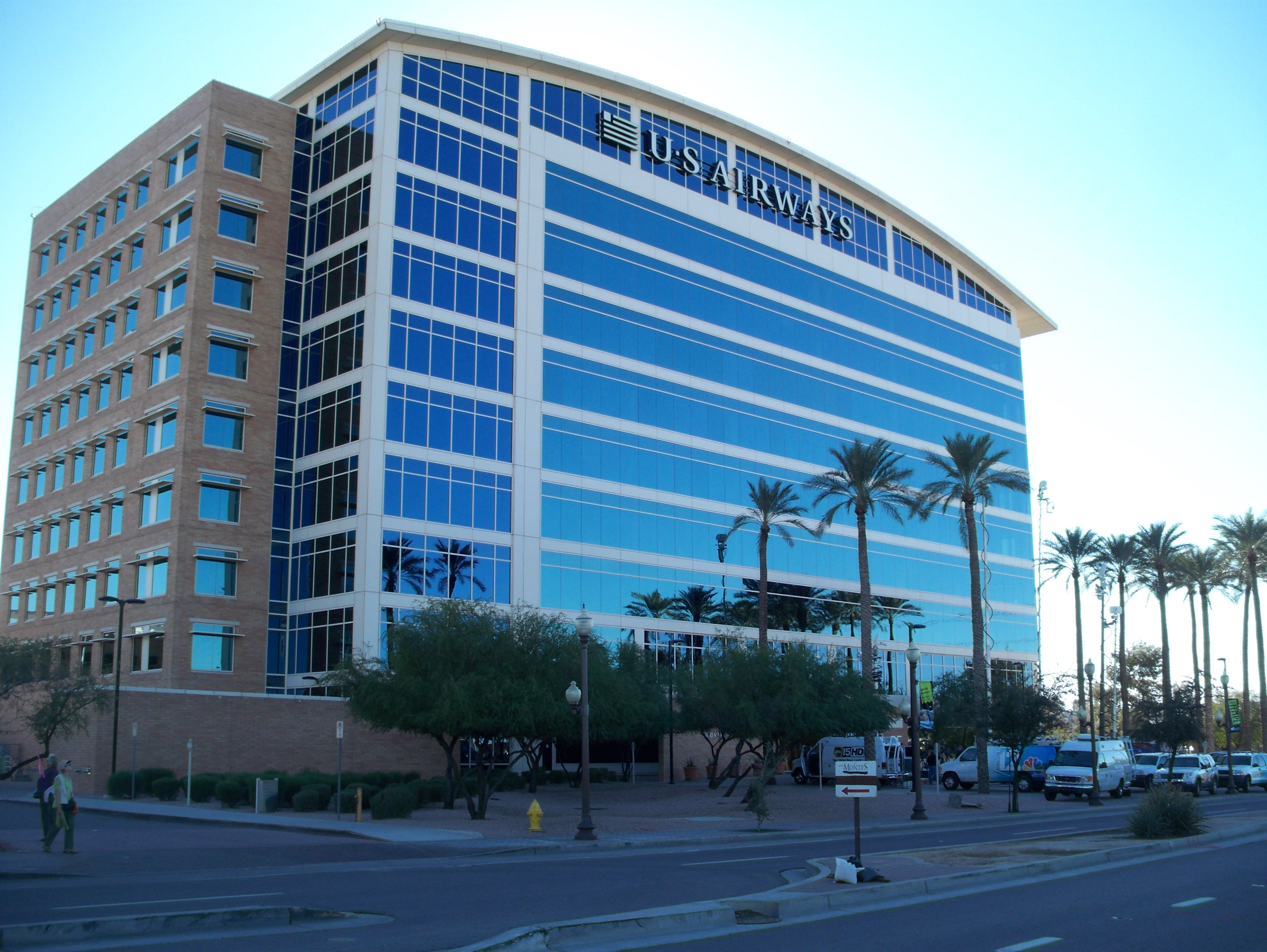
USエアウェイズの本部

USエアウェイズ（英: US Airways）は、かつて存在したアメリカ合衆国の航空会社。2015年にアメリカン航空と合併し消滅した。アリゾナ州テンピに本拠を置いていて、1997年までの社名はUSエアー（USAir）だった。
USエアウェイズ便は慣習で「カクタス(CACTUS、サボテン)」と呼ばれる。これは乾燥地帯のアリゾナを拠点としてきたアメリカウエスト航空より引き継がれたコールサインであり、同様にICAO3レターコードもかつての「USA」ではなく、同社由来の「AWE」を使用していた。

## 概要

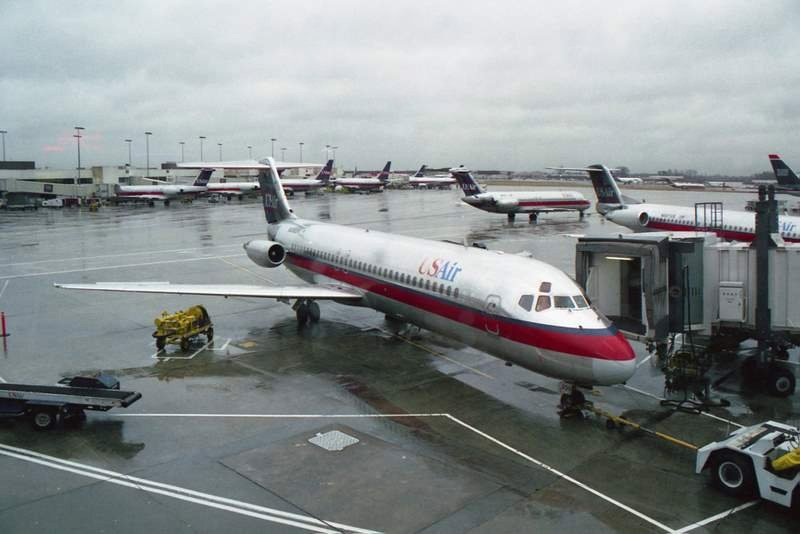
USエアーのDC-9

1939年に設立されたen:All American Aviationに起源を持ち、1952年のアレゲニー航空への改称を経て、1979年にUSエアーに改称された。
その後ピードモント航空・パシフィック・サウスウエスト航空 (PSA)を買収、さらに1992年に運航停止したトランプ・シャトルの路線を引き継ぎ、USエアーシャトルとして運航を始めた。アメリカン航空に統合される前の時点でアメリカ合衆国内で4番目に大きな航空会社であった。保有機材360機を有し、北米、中央アメリカ、西インド諸島、並びにヨーロッパの241都市に就航していた。
シャーロット・ダグラス国際空港とフィラデルフィア国際空港、フェニックス・スカイハーバー国際空港をハブ空港として利用していた。
機内誌は「US Airways magazine」があった。
2005年、アメリカウエスト航空との合併を発表。2002年と2004年の2度にわたり連邦倒産法第11章の適用を受けるほど経営が低迷していたUSエアウェイズをアメリカウエスト航空側が乗っ取ることになった（逆さ合併）。合併後の社名は「USエアウェイズ」の名前が引き継がれたものの、本社はノースカロライナ州シャーロットからアメリカウエスト航空の本社があったアリゾナ州テンピに移転。合併会社のCEOに前アメリカウエスト航空CEOのダグ・パーカーが就任するなど、旧アメリカウエスト航空側が主導権を握ることとなった。
2006年11月、デルタ航空を吸収合併することを提案したが、デルタ航空側には2度も拒否された。2007年1月、買収提案を撤回した。
2010年4月にはユナイテッド航空と合併交渉を行っていたことが報じられた。しかし、間もなくしてユナイテッド航空とコンチネンタル航空の合併が決定したため、交渉は破談となった。
2012年8月31日、アメリカン航空との合併の可能性が示唆された。翌年の2013年2月14日、アメリカン航空との合併計画が正式に発表され世界最大規模の航空会社となった
。合併後は、スターアライアンスを脱退しワンワールドに移籍。
2013年12月9日、スターアライアンスを2014年3月30日に脱退し、翌31日からワンワールドに移籍することを正式発表した。
2015年3月、「ディビデンド・マイルズ」がアメリカン航空のマイレージサービスに統合された。4月にはアメリカン航空とUSエアウェイズが単一会社として運航する認可を連邦航空局(FAA)から取得し、同年10月17日には予約システムもアメリカン航空側へ統合されてUSエアウェイズのブランド使用が終了し、WEBサイトも閉鎖された。

## 歴史
- 1979年 : アレゲニー航空がUSエアー（USAir）へ社名を変更。
- 1987年 : USエアーがピードモント航空、パシフィック・サウスウエスト航空と合併。
- 1997年 : USエアウェイズに社名変更。
- 2002年8月11日 : アメリカ同時多発テロ事件の影響で、連邦倒産法第11章の適用を受ける。
- 2004年5月4日 : スターアライアンスに加盟。
- 2005年5月 : アメリカウエストホールディングス（アメリカウエスト航空の持ち株会社）が、USエアウェイズの吸収合併を発表。
- 2007年 : アメリカウエスト航空と経営統合。
- 2013年2月14日 : アメリカン航空との合併計画を発表。また、合併が承認された[12]。
- 2014年3月30日 : スターアライアンスを脱退[7]。
- 2014年3月31日 : ワンワールドに正式加盟[13]。
- 2015年10月17日：アメリカン航空に完全統合され、USエアウェイズのブランド使用終了。

## 就航都市
| USエアウェイズ 就航都市 (2010年2月現在) | USエアウェイズ 就航都市 (2010年2月現在) | USエアウェイズ 就航都市 (2010年2月現在)              | USエアウェイズ 就航都市 (2010年2月現在) | USエアウェイズ 就航都市 (2010年2月現在) |
| --------------------------------------- | --------------------------------------- | ---------------------------------------------------- | --------------------------------------- | --------------------------------------- |
| 国                                      | 都市                                    | 空港                                                 | 備考                                    |                                         |
| 北アメリカ                              |                                         |                                                      |                                         |                                         |
| アメリカ合衆国                          | アラスカ州アンカレッジ                  | テッド・スティーブンス・アンカレッジ国際空港         |                                         |                                         |
| アメリカ合衆国                          | アリゾナ州フェニックス                  | フェニックス・スカイハーバー国際空港                 | ハブ空港                                |                                         |
| アメリカ合衆国                          | アリゾナ州ツーソン                      | ツーソン国際空港                                     |                                         |                                         |
| アメリカ合衆国                          | カリフォルニア州ロサンゼルス            | ロサンゼルス国際空港                                 |                                         |                                         |
| アメリカ合衆国                          | カリフォルニア州バーバンク              | ハリウッド・バーバンク空港                           |                                         |                                         |
| アメリカ合衆国                          | カリフォルニア州フレズノ                | フレズノ・ヨセミテ国際空港                           |                                         |                                         |
| アメリカ合衆国                          | カリフォルニア州オークランド            | オークランド国際空港                                 |                                         |                                         |
| アメリカ合衆国                          | カリフォルニア州オンタリオ              | オンタリオ国際空港                                   |                                         |                                         |
| アメリカ合衆国                          | カリフォルニア州サクラメント            | サクラメント国際空港                                 |                                         |                                         |
| アメリカ合衆国                          | カリフォルニア州サンディエゴ            | サンディエゴ国際空港                                 |                                         |                                         |
| アメリカ合衆国                          | カリフォルニア州サンフランシスコ        | サンフランシスコ国際空港                             |                                         |                                         |
| アメリカ合衆国                          | カリフォルニア州サンノゼ                | ノーマン・Y・ミネタ・サンノゼ国際空港                |                                         |                                         |
| アメリカ合衆国                          | コロラド州デンバー                      | デンバー国際空港                                     |                                         |                                         |
| アメリカ合衆国                          | コネチカット州ハートフォード            | ブラッドレー国際空港                                 |                                         |                                         |
| アメリカ合衆国                          | フロリダ州デイトナビーチ郡              | デイトナビーチ国際空港                               |                                         |                                         |
| アメリカ合衆国                          | フロリダ州ブロワード郡                  | フォートローダーデール・ハリウッド国際空港           |                                         |                                         |
| アメリカ合衆国                          | フロリダ州フォートマイヤーズ            | サウスウエスト・フロリダ国際空港                     |                                         |                                         |
| アメリカ合衆国                          | フロリダ州ジャクソンビル                | ジャクソンビル国際空港                               |                                         |                                         |
| アメリカ合衆国                          | フロリダ州オーランド                    | オーランド国際空港                                   |                                         |                                         |
| アメリカ合衆国                          | フロリダ州マイアミ                      | マイアミ国際空港                                     |                                         |                                         |
| アメリカ合衆国                          | フロリダ州タンパ                        | タンパ国際空港                                       |                                         |                                         |
| アメリカ合衆国                          | フロリダ州ウエストパームビーチ          | パームビーチ国際空港                                 |                                         |                                         |
| アメリカ合衆国                          | ジョージア州アトランタ                  | ハーツフィールド・ジャクソン・アトランタ国際空港     |                                         |                                         |
| アメリカ合衆国                          | ハワイ州ホノルル                        | ホノルル国際空港                                     |                                         |                                         |
| アメリカ合衆国                          | ハワイ州マウイ島                        | カフルイ国際空港                                     |                                         |                                         |
| アメリカ合衆国                          | ハワイ州ハワイ島                        | コナ国際空港                                         |                                         |                                         |
| アメリカ合衆国                          | アイダホ州エイダ郡                      | ボイシ空港                                           |                                         |                                         |
| アメリカ合衆国                          | イリノイ州シカゴ                        | シカゴ・オヘア国際空港                               |                                         |                                         |
| アメリカ合衆国                          | インディアナ州インディアナポリス        | インディアナポリス国際空港                           |                                         |                                         |
| アメリカ合衆国                          | ルイジアナ州ニューオーリンズ            | ルイ・アームストロング・ニューオーリンズ国際空港     |                                         |                                         |
| アメリカ合衆国                          | メリーランド州ボルチモア                | ボルチモア・ワシントン国際空港                       |                                         |                                         |
| アメリカ合衆国                          | マサチューセッツ州ボストン              | ジェネラル・エドワード・ローレンス・ローガン国際空港 |                                         |                                         |
| アメリカ合衆国                          | ミシガン州デトロイト                    | デトロイト・メトロポリタン・ウェイン・カウンティ空港 |                                         |                                         |
| アメリカ合衆国                          | ミシガン州グランドラピッズ              | ジェラルド・R・フォード国際空港                      |                                         |                                         |
| アメリカ合衆国                          | ミネソタ州ミネアポリス                  | ミネアポリス・セントポール国際空港                   |                                         |                                         |
| アメリカ合衆国                          | ミズーリ州カンザスシティ                | カンザスシティ国際空港                               |                                         |                                         |
| アメリカ合衆国                          | ミズーリ州セントルイス                  | ランバート・セントルイス国際空港                     |                                         |                                         |
| アメリカ合衆国                          | ネブラスカ州オマハ                      | エプリー・エアフィールド                             |                                         |                                         |
| アメリカ合衆国                          | ネバダ州ラスベガス                      | マッカラン国際空港                                   |                                         |                                         |
| アメリカ合衆国                          | ネバダ州リノ                            | リノ・タホ国際空港                                   |                                         |                                         |
| アメリカ合衆国                          | ニューハンプシャー州マンチェスター      | マンチェスター・ボストン地域空港                     |                                         |                                         |
| アメリカ合衆国                          | ニュージャージー州ニューアーク          | ニューアーク・リバティー国際空港                     |                                         |                                         |
| アメリカ合衆国                          | ニューメキシコ州アルバカーキ            | アルバカーキ国際空港                                 |                                         |                                         |
| アメリカ合衆国                          | ニューヨーク州オールバニ                | オールバニ国際空港                                   |                                         |                                         |
| アメリカ合衆国                          | ニューヨーク州バッファロー              | バッファロー・ナイアガラ国際空港                     |                                         |                                         |
| アメリカ合衆国                          | ニューヨーク州ニューヨーク              | ジョン・F・ケネディ国際空港                          |                                         |                                         |
| アメリカ合衆国                          | ニューヨーク州ニューヨーク              | ラガーディア空港                                     |                                         |                                         |
| アメリカ合衆国                          | ニューヨーク州ロチェスター              | グレーター・ロチェスター国際空港                     |                                         |                                         |
| アメリカ合衆国                          | ニューヨーク州シラキュース              | シラキュース・ハンコック国際空港                     |                                         |                                         |
| アメリカ合衆国                          | ノースカロライナ州シャーロット          | シャーロット・ダグラス国際空港                       | ハブ空港                                |                                         |
| アメリカ合衆国                          | ノースカロライナ州ローリー              | ローリー・ダーラム国際空港                           |                                         |                                         |
| アメリカ合衆国                          | オハイオ州クリーブランド                | クリーブランド・ホプキンス国際空港                   |                                         |                                         |
| アメリカ合衆国                          | オハイオ州コロンバス                    | ポート・コロンバス国際空港                           |                                         |                                         |
| アメリカ合衆国                          | オクラホマ州オクラホマシティ            | ウィルロジャース国際空港                             |                                         |                                         |
| アメリカ合衆国                          | オレゴン州ポートランド                  | ポートランド国際空港                                 |                                         |                                         |
| アメリカ合衆国                          | ペンシルベニア州フィラデルフィア        | フィラデルフィア国際空港                             | ハブ空港                                |                                         |
| アメリカ合衆国                          | ペンシルベニア州ピッツバーグ            | ピッツバーグ国際空港                                 |                                         |                                         |
| アメリカ合衆国                          | ペンシルベニア州ドーフィン郡            | ハリスバーグ国際空港                                 |                                         |                                         |
| アメリカ合衆国                          | ロードアイランド州ケント郡              | T・F・グリーン空港                                   |                                         |                                         |
| アメリカ合衆国                          | サウスカロライナ州チャールストン        | チャールストン国際空港                               |                                         |                                         |
| アメリカ合衆国                          | サウスカロライナ州マートルビーチ        | マートルビーチ国際空港                               |                                         |                                         |
| アメリカ合衆国                          | テネシー州メンフィス                    | メンフィス国際空港                                   |                                         |                                         |
| アメリカ合衆国                          | テネシー州ナッシュビル                  | ナッシュビル国際空港                                 |                                         |                                         |
| アメリカ合衆国                          | テキサス州オースティン                  | オースティン・バーグストロム国際空港                 |                                         |                                         |
| アメリカ合衆国                          | テキサス州ダラス                        | ダラス・フォートワース国際空港                       |                                         |                                         |
| アメリカ合衆国                          | テキサス州エルパソ                      | エルパソ国際空港                                     |                                         |                                         |
| アメリカ合衆国                          | テキサス州ヒューストン                  | ジョージ・ブッシュ・インターコンチネンタル空港       |                                         |                                         |
| アメリカ合衆国                          | テキサス州サンアントニオ                | サンアントニオ国際空港                               |                                         |                                         |
| アメリカ合衆国                          | ユタ州ソルトレイクシティ                | ソルトレイクシティ国際空港                           |                                         |                                         |
| アメリカ合衆国                          | バージニア州リッチモンド                | リッチモンド国際空港                                 |                                         |                                         |
| アメリカ合衆国                          | バージニア州アーリントン                | ロナルド・レーガン・ワシントン・ナショナル空港       |                                         |                                         |
| アメリカ合衆国                          | ワシントンD.C.                          | ワシントン・ダレス国際空港                           |                                         |                                         |
| アメリカ合衆国                          | バージニア州アーリントン                | ロナルド・レーガン・ワシントン・ナショナル空港       |                                         |                                         |
| アメリカ合衆国                          | ワシントン州シアトル                    | シアトル・タコマ国際空港                             |                                         |                                         |
| アメリカ合衆国                          | ワシントン州スポケーン                  | スポケーン国際空港                                   |                                         |                                         |
| アメリカ合衆国                          | ウィスコンシン州ミルウォーキー          | ジェネラル・ミッチェル国際空港                       |                                         |                                         |
| カナダ                                  | トロント                                | トロント・ピアソン国際空港                           |                                         |                                         |
| カナダ                                  | バンクーバー                            | バンクーバー国際空港                                 |                                         |                                         |
| カナダ                                  | カルガリー                              | カルガリー国際空港                                   | 季節運航                                |                                         |
| カナダ                                  | エドモントン                            | エドモントン国際空港                                 | 季節運航                                |                                         |
| メキシコ                                | アカプルコ                              | アカプルコ・アルバレス国際空港                       |                                         |                                         |
| メキシコ                                | カンクン                                | カンクン国際空港                                     |                                         |                                         |
| メキシコ                                | メキシコシティ                          | メキシコ・シティ国際空港                             |                                         |                                         |
| ヨーロッパ                              |                                         |                                                      |                                         |                                         |
| ベルギー                                | ブリュッセル                            | ブリュッセル国際空港                                 |                                         |                                         |
| フランス                                | パリ                                    | シャルル・ド・ゴール国際空港                         |                                         |                                         |
| ドイツ                                  | フランクフルト                          | フランクフルト空港                                   |                                         |                                         |
| ドイツ                                  | ミュンヘン                              | ミュンヘン国際空港                                   |                                         |                                         |
| ギリシャ                                | アテネ                                  | アテネ国際空港                                       | 季節運航                                |                                         |
| アイルランド                            | ダブリン                                | ダブリン空港                                         |                                         |                                         |
| イタリア                                | ローマ                                  | フィウミチーノ空港                                   |                                         |                                         |
| イタリア                                | ヴェネツィア                            | ヴェネツィア・テッセラ空港                           | 季節運航                                |                                         |
| オランダ                                | アムステルダム                          | アムステルダム・スキポール空港                       |                                         |                                         |
| ノルウェー                              | オスロ                                  | オスロ空港                                           | 季節運航                                |                                         |
| ポルトガル                              | リスボン                                | ポルテラ空港                                         | 季節運航                                |                                         |
| スペイン                                | マドリード                              | アドルフォ・スアレス・マドリード＝バラハス空港       |                                         |                                         |
| スペイン                                | バルセロナ                              | バルセロナ・エル・プラット国際空港                   | 季節運航                                |                                         |
| スイス                                  | チューリッヒ                            | チューリッヒ空港                                     |                                         |                                         |
| イギリス                                | ロンドン                                | ロンドン・ヒースロー空港                             |                                         |                                         |
| イギリス                                | ロンドン                                | ロンドン・ガトウィック空港                           |                                         |                                         |
| イギリス                                | マンチェスター                          | マンチェスター空港                                   |                                         |                                         |
| イギリス                                | グラスゴー                              | グラスゴー国際空港                                   | 季節運航                                |                                         |
| 西インド諸島                            |                                         |                                                      |                                         |                                         |
| アルバ                                  | オラニエスタッド                        | ベアトリクス女王国際空港                             |                                         |                                         |
| オランダ領アンティル                    | セント・マーチン島                      | プリンセス・ジュリアナ国際空港                       |                                         |                                         |
| プエルトリコ                            | サンフアン                              | ルイス・ムニョス・マリン国際空港                     |                                         |                                         |
| 中央アメリカ                            |                                         |                                                      |                                         |                                         |
| コスタリカ                              | リベリア                                | ダニエル・オドゥベール国際空港                       |                                         |                                         |
| 南アメリカ                              |                                         |                                                      |                                         |                                         |
| ブラジル                                | リオデジャネイロ                        | アントニオ・カルロス・ジョビン国際空港               |                                         |                                         |
| 南西アジア                              |                                         |                                                      |                                         |                                         |
| イスラエル                              | テルアビブ                              | ベン・グリオン国際空港                               |                                         |                                         |
| 休・廃止路線                            |                                         |                                                      |                                         |                                         |
|                                         |                                         |                                                      |                                         |                                         |

### 日本路線
現在日本への自社便としての運航はしていないものの、アメリカン航空が日本へ飛来する飛行機にコードシェア便として日本路線を開設している。
2009年8月、デルタ航空と発着枠の交換により成田国際空港へ1日1便の発着枠を取得した。2012年以降に、フェニックス - 成田間に、エアバスA330-200型機で就航予定であったが、アメリカン航空との合併により白紙状態となっている。就航への要望が多かった米国南部への路線については、2015年に全日空が成田-ヒューストン線を開設した事で、日本からメキシコ湾沿岸やカリブ海地域へのアクセスが改善された。

## 保有機材

### 2012年4月時点での保有機材[15]
- エアバス A319型機 93機
- エアバス A320型機 72機
- エアバス A321型機 63機
- エアバス A330-200型機 7機
- エアバス A330-300型機 9機
- エアバス A350-800XWB型機 0機 （18機発注中）
- エアバス A350-900XWB型機 0機 （4機発注中）

- ボーイング 737-300型機 7機
- ボーイング 737-400型機 40機
- ボーイング 757-200型機 24機
- ボーイング 767-200ER型機 10機

- エンブラエル190型機 15機

過去にはボーイング 737-200型機、フォッカー 100型機、DC-9型機、ボーイング 727型機及びMD-80型機を使用している。また、エアバス設立後の通算7000機目の旅客機を2011年12月12日に引き渡している。（エアバスA321 機体番号:N552UW）
- USエアウェイズ エアバス A320-200型機。
- エアバス A319-100
- エアバス A321-200
- エアバス A330-300
- ボーイング757-200
- エンブラエル190

### 2012年4月以前の保有機材
PSAやピードモント航空と合併した際に、USエアウェイズが所有することとなった機体の一部は、元の航空会社の塗装に、「USAir」とだけ描いて運用に入れることもあった。
- BAe146-200
- ダグラス DC-3
- フォッカー F28
- BAC 1-11
- ボーイング727-100
- ボーイング727-200
- ボーイング747-200

（アメリカウエスト航空便として）
- ボーイング737-100
- ボーイング737-200
- ボーイング737-300
- ボーイング737-400
- ボーイング767-200ER
- マクドネル・ダグラス DC-9-30
- フォッカー 100
- マクドネル・ダグラス MD-80

- BAe146
- ボーイング727-200（ピードモント航空塗装）
- ボーイング727-200adv
- ボーイング737-200
- ボーイング737-300
- ボーイング737-400
- ボーイング767-200ER
- フォッカー 100
- マクドネル・ダグラス MD-82（PSA塗装）

## 航空事故
USエアウェイズ及び前身のUSエアーでは以下の事故が発生している。
- 1989年9月20日:USエアー5050便がニューヨーク、ラガーディア空港からの離陸を中止する際オーバーランした事故。

- 1991年2月1日:USエアー1493便がロサンゼルス国際空港で着陸時に管制官の誤誘導により滑走路上でスカイウエスト5569便と衝突した事故。

- 1992年3月22日:USエアー405便がニューヨーク、ラガーディア空港を離陸時に着氷により離陸できずフラッシング湾に墜落した事故。

- 1994年7月2日:USエアー1016便がシャーロット・ダグラス国際空港に着陸進入中にウインドシアに遭遇し墜落した事故。

- 1994年9月8日:USエアー427便がピッツバーグ国際空港に着陸進入中にラダーの不具合により墜落した事故。

- 2003年1月8日:USエアウェイズ・エクスプレス5481便が離陸直後に失速し墜落した事故。なお、運航は委託先のエア・ミッドウエスト（英語版）が行っていた。

- 2009年1月15日 : USエアウェイズ1549便が、バードストライクによりニューヨークのハドソン川に不時着水した事故。ハドソン川の奇跡と呼ばれる。

## 子会社
- USエアウェイズシャトル
- USエアウェイズ・エクスプレス
- メトロジェット